# Christoffer Häger
Christoffer Häger  (ur. 20 listopada 1990) – norweski zapaśnik walczący w stylu klasycznym. Brązowy medalista mistrzostw nordyckich w 2012. Uczestnik turniejów mistrzowskich młodzieży roku.
Wicemistrz Norwegii w 2012 roku.